# Pico del Caballo
El Cerro del Caballo es una montaña de Sierra Nevada, en la provincia de Granada (España), con una altitud de 3.011 m s. n. m. Está situada en el extremo oeste de la cordillera, siendo el más meridional y occidental de los tresmiles de la península y de toda Europa. De sus faldas, nacen los ríos Torrente, Lanjarón y Dúrcal. En su cima existe una pequeña laguna perenne y un refugio de montaña. Cerca de ella, hacia el suroeste y  siguiendo una senda de montaña, están los pequeños cimientos de una construcción relacionada con reforestaciones,y los experimentos forestales a gran altitud, que se desarrollaron en el valle en la primera mitad del siglo XX. Desde allí una senda baja por un gran canchal de piedras y - a través del sendero PR-A 34 conecta con Ventura, Tello y finalmente Lanjarón.

## Geología
Geológicamente, pertenece al llamado Complejo Nevadofilábride y, dentro de él, al Grupos del Veleta. Las rocas son fundamentalmente micasquistos, cuarzoesquistos y cuarcitas.
El Cerro del Caballo ofrece excelentes vistas de las montañas vecinas como: Veleta, Mulhacén y Alcazaba. La cresta del Cerro del Caballo continúa varios kilómetros casi a la misma altitud hasta la montaña Tajos de la Virgen (3237 m). La cresta se ha vuelto muy popular durante los últimos años, ya que proporciona una fácil caminata durante los meses de verano. Desde Tajos de la Virgen, la cresta gira hacia el suroeste, terminando en el lado sur de Cerro del Caballo y formando una gran letra Y. El pico más alto en la cresta sur es Tajo de los Machos, 3.088m. En el medio de las dos crestas comienza el Río Lanjarón, 400 metros más bajo, que fluye varios kilómetros hacia la ciudad de Lanjarón. También hay algunos lagos en este amplio valle de montaña.

## Escalada
Se puede acceder al Cerro del Caballo desde los pueblos de Lanjarón, Dúrcal y también desde la estación de esquí de Sierra Nevada. 
Desde Lanjarón puede tomarse el sendero PR-A 34, Lanjarón-Tello-Ventura-base sur Cerro Caballo".Y partir temprano desde el refugio-vivac de Tello. 
Hay también otro refugio de montaña en el lado este de la montaña a 2800 m de altitud. Junto a la Laguna del Caballo. Tiene un aforo de ocho personas y se puede usar durante todo el año. Pertenecer a la categoría de refugio vivac, significa que es de uso público,gratuito,  y está construido para brindar protección únicamente. 
Los catalogados como Refugios Guardados (son públicos, pero no gratuitos) como el de Poqueira(en Capileira) y el de Postero Alto (en Jérez del Marquesado) proporcionan además servicios como comidas, cafetería y calefacción.
Todos estos refugios públicos citados están gestionados por el parque nacional y natural de Sierra Nevada (958980246-958980238). 
La antigua casa forestal de Elorrieta, aunque en regular estado, se puede utilizar como refugio. Está en la cima de la montaña Tajos de la Virgen. También hay pequeños ríos en el lado oeste de la montaña a 2.500 m de altitud. Estos ríos estacionales pueden ser difíciles de encontrar a veces. Durante los meses de invierno -y parte de primavera y otoño-, las montañas de Sierra Nevada tienen condiciones alpinas, por lo que el piolet y los crampones son esenciales.